# Holmträsket (Arvidsjaurs socken, Lappland, 729293-169463)
Holmträsket är en sjö i Arvidsjaurs kommun i Lappland och ingår i Piteälvens huvudavrinningsområde. Sjön har en area på 0,272 kvadratkilometer och ligger 300,1 meter över havet.

## Delavrinningsområde
Holmträsket ingår i det delavrinningsområde (729352-169493) som SMHI kallar för Ovan Städdjejaurbäcken. Medelhöjden är 327 meter över havet och ytan är 31,89 kvadratkilometer. Räknas de 32 avrinningsområdena uppströms in blir den ackumulerade arean 359,87 kvadratkilometer. Vistån (Kvarnbäcken) som avvattnar avrinningsområdet har biflödesordning 2, vilket innebär att vattnet flödar genom totalt 2 vattendrag innan det når havet efter 122 kilometer. Avrinningsområdet består mestadels av skog (97 procent). Avrinningsområdet har 0,41 kvadratkilometer vattenytor vilket ger det en sjöprocent på 1,3 procent.